# Foguetões
Clube Desportivo Os Foguetões is een Kaapverdische voetbalclub. De club speelt in de Santo Antão Eiland Divisie (Noord), op Paúl en Eito in Santo Antão, waarvan de kampioen deelneemt aan het Kaapverdisch voetbalkampioenschap, de eindronde om de landstitel.

## Erelijst
Santo Antão (Noord) Eiland Divisie
2008/09, 2017/18
Santo Antão (Noord) Opening Tournament
2003/04, 2004/05, 2008/09